# Karl Pärsimägi
Karl Pärsimägi (Oe, nabij Antsla, 11 mei 1902 - Auschwitz, 27 juli 1942) was een Estisch kunstschilder. Zijn werk is verwant aan het fauvisme en het expressionisme.

## Leven en werk
Pärsimägi was de zoon van een welvarende herenboer. In 1919 nam hij deel aan de Estische onafhankelijkheidsstrijd, waarvoor hij een onderscheiding kreeg. Tegen de zin van zijn vader begon hij na de Estische onafhankelijkheid een studie aan de nieuwe kunstacademie "Pallas" te Dorpat, die in die tijd als uitermate modernistisch te boek stond. Hij kwam er in aanraking met stromingen als het fauvisme en het expressionisme, die hem sterk zouden beïnvloeden. Bovendien liet hij zich inspireren door traditionele kunstvormen en Estische volkskunst. Zijn grootste voorbeeld was Konrad Mägi, die toentertijd aan Pallas doceerde.
Pärsimägi onderbrak zijn opleiding meermaals om te gaan schilderden op het platteland, waarbij hij verbleef op de boerderij van zijn ouders. Hij werkte met een enorme snelheid, hetgeen zijn werken soms wat "onaf" doet lijken. Zijn kleurgebruik is uitbundig. Later zou hij wel de Estische Matisse worden genoemd, hoewel zijn werk qua coloriet en met zijn vage contouren eerder aan Marc Chagall doet denken.
In 1937 vertrok Pärsimägi naar Parijs, dat toen nog gold als het centrum van de moderne Europese schilderkunst. Financieel werd hij ondersteund door zijn vader, die zich inmiddels met zijn artistieke carrière had verzoend. In Parijs zou hij zichtbaar onder de indruk raken van het werk van Paul Cézanne.
Anders dan diverse andere Baltische kunstenaars, weigerde Pärsimägi bij het uitbreken van de Tweede Wereldoorlog terug te keren naar zijn vaderland, dat inmiddels weer onder Russisch gezag stond. In 1941 werd hij door de nazi's gearresteerd en via Kamp Drancy naar Auschwitz getransporteerd, waar hij in juli 1942 omkwam. De reden van zijn arrestatie is nooit geheel opgehelderd: mogelijk werd hij voor een Jood aangezien, hoewel er geen gegevens bekend zijn over een Joodse herkomst. Mogelijk heeft hij ook een Joodse vriendin willen helpen. Wellicht is hij ook actief geweest in het verzet.
Mede omdat zijn werk in de naoorlogse Sovjet-Unie werd doodgezwegen raakte Pärsimägi na zijn dood lange tijd in de vergetelheid. Na de hernieuwde onafhankelijkheid van Estland in 1991 kwam het echter tot een heropleving van de belangstelling. Zijn honderdste geboortedag werd groots gevierd. Veel van zijn werken zijn te zien in het Tartu Kunst Museum.

## Galerij

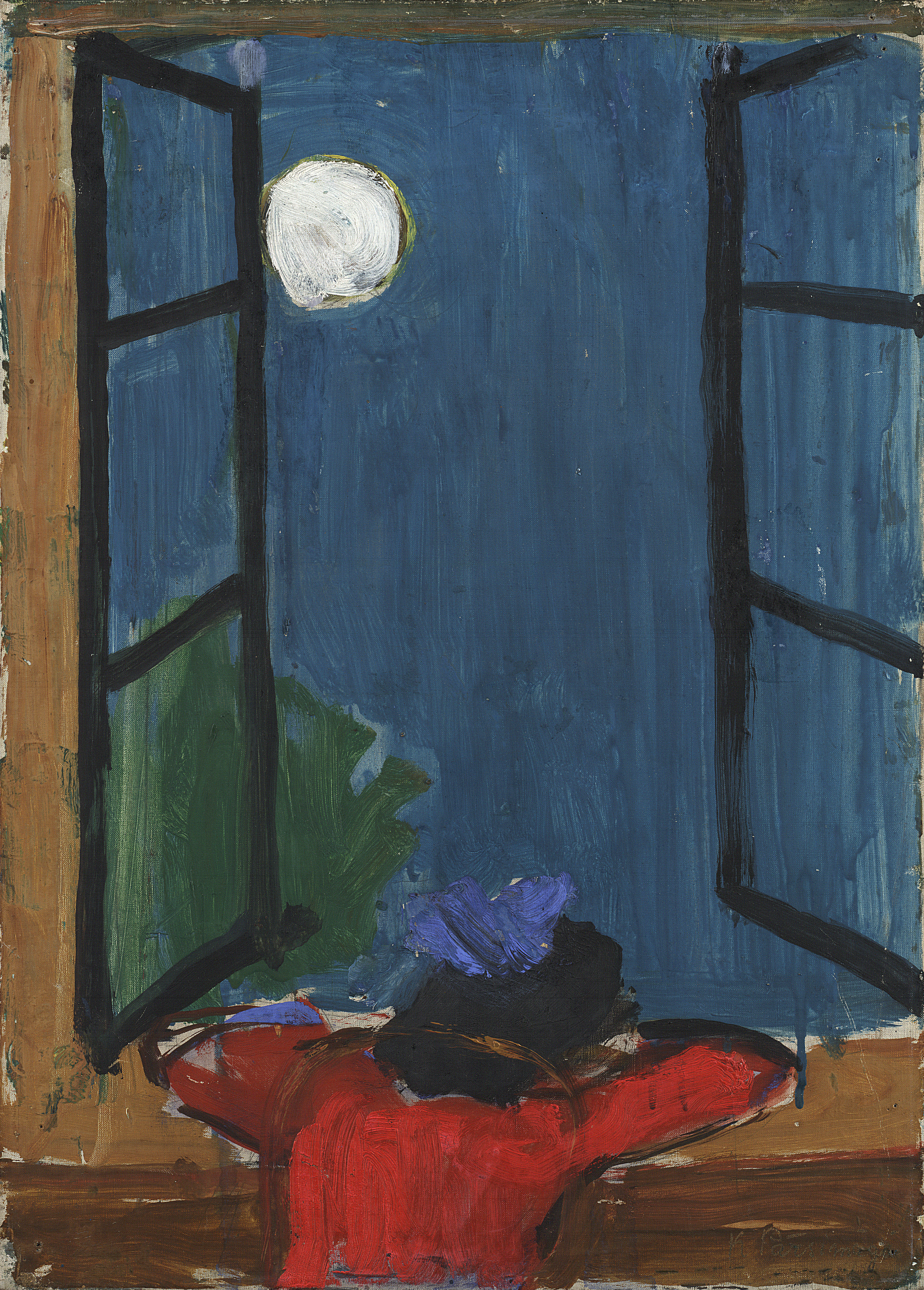
Meisje aan het raam
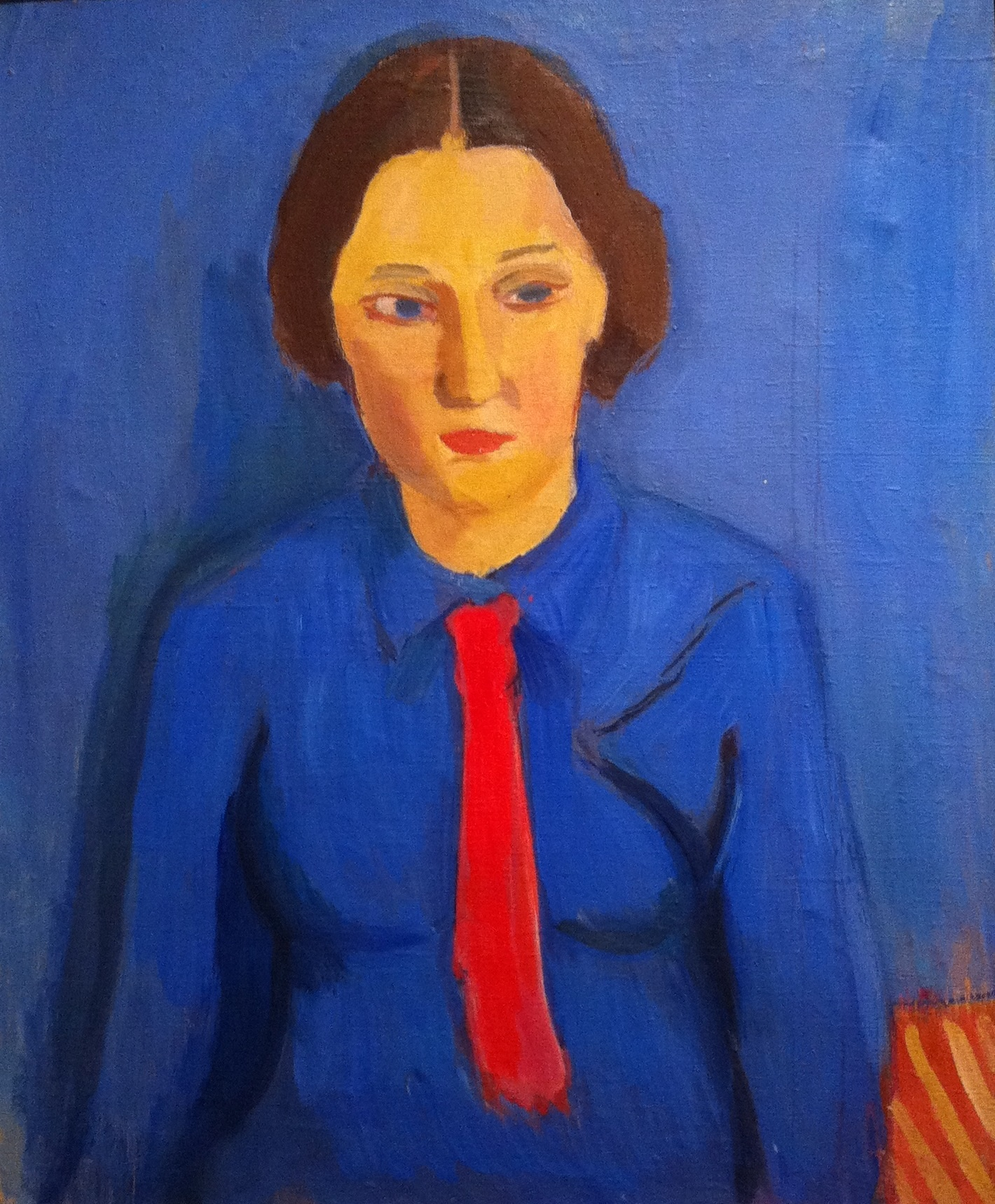
Portret van een vrouw
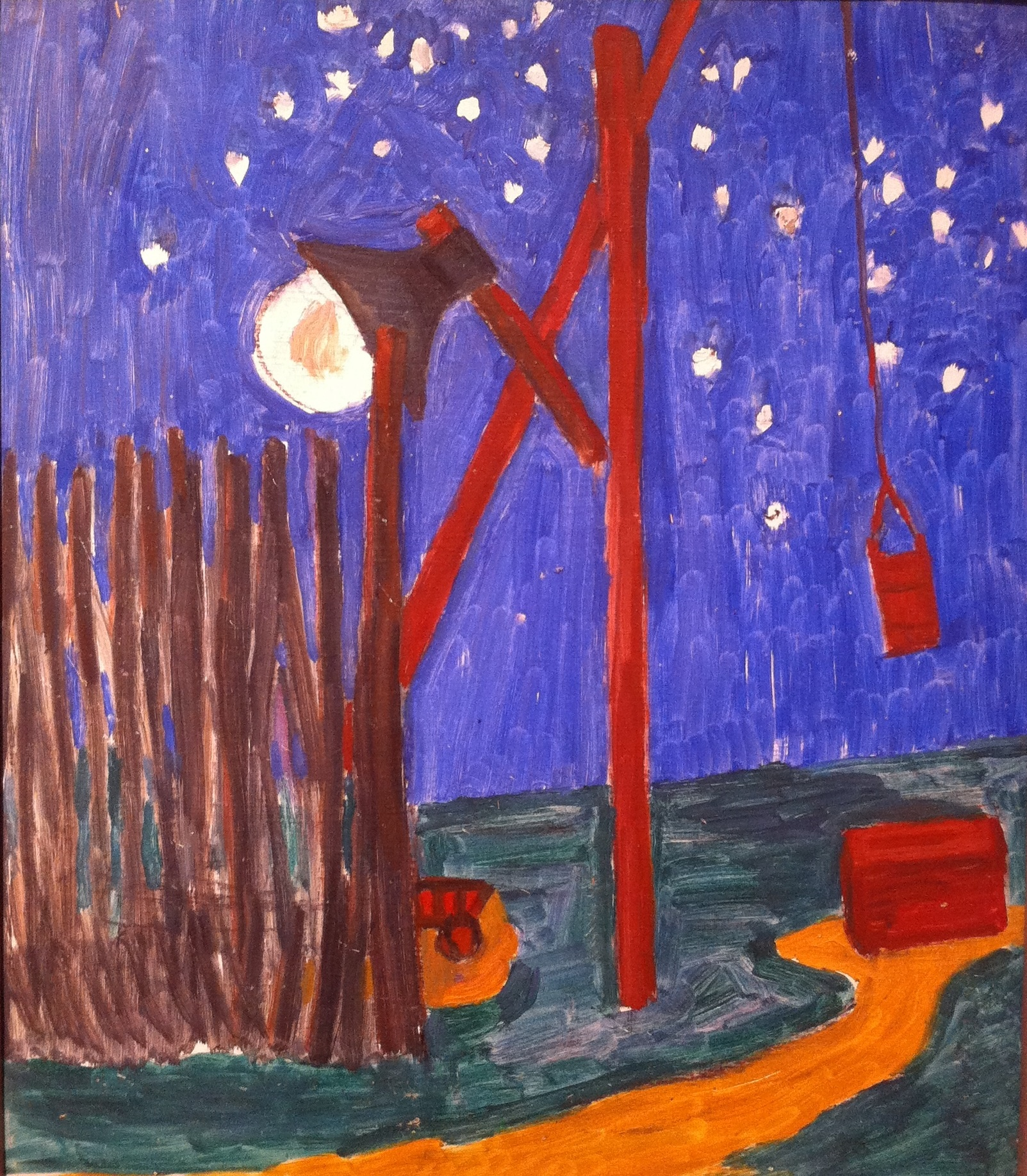
Bijl in de maan
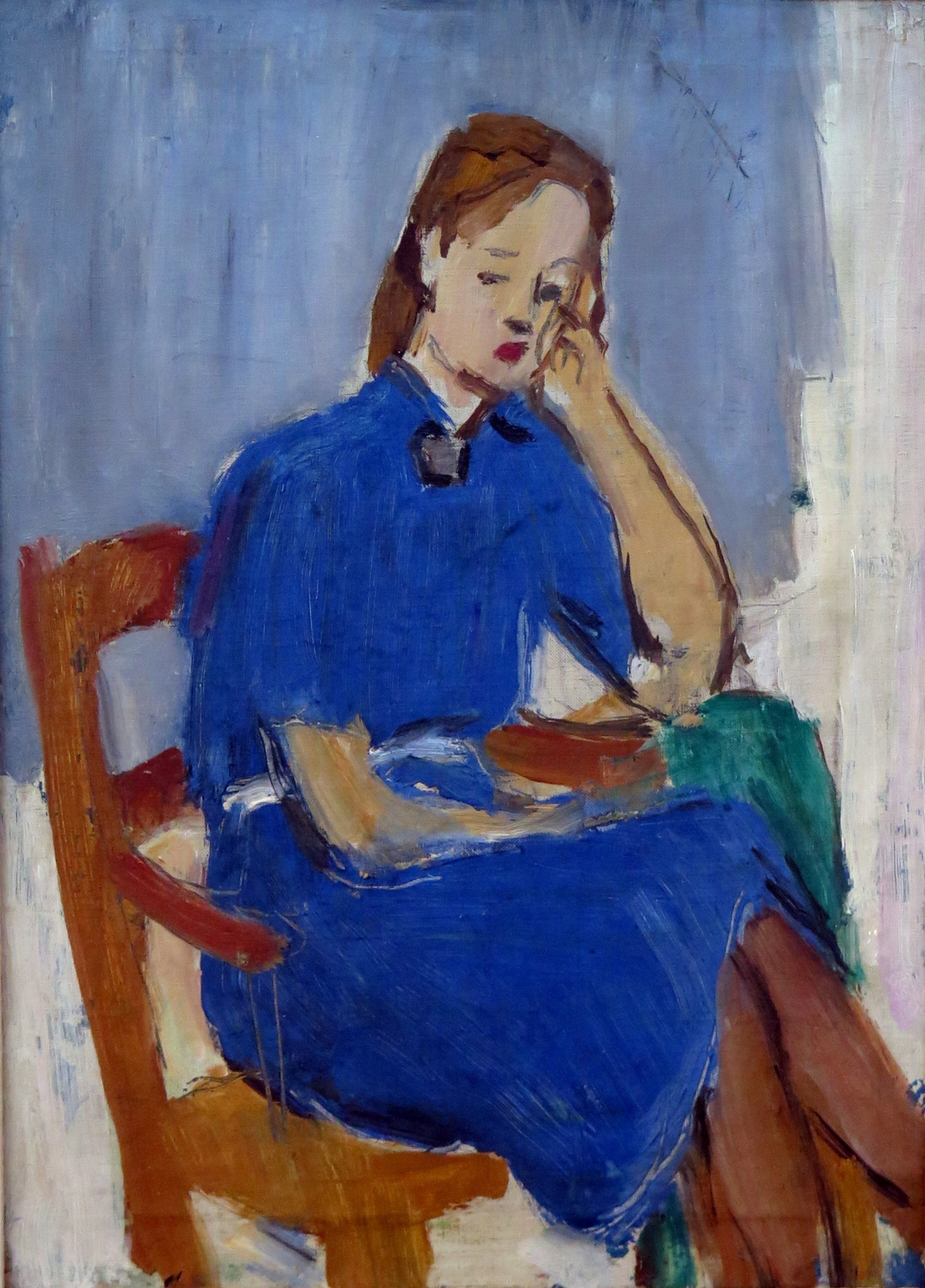
Lezende vrouw
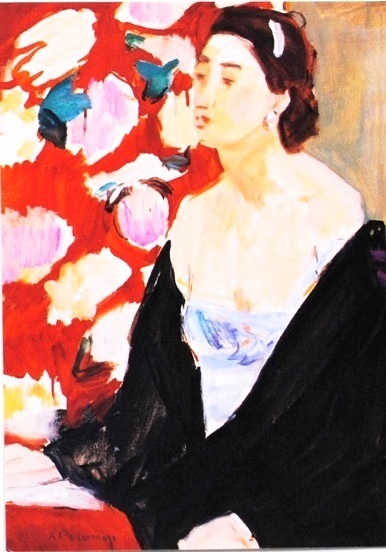
Japanse vrouw
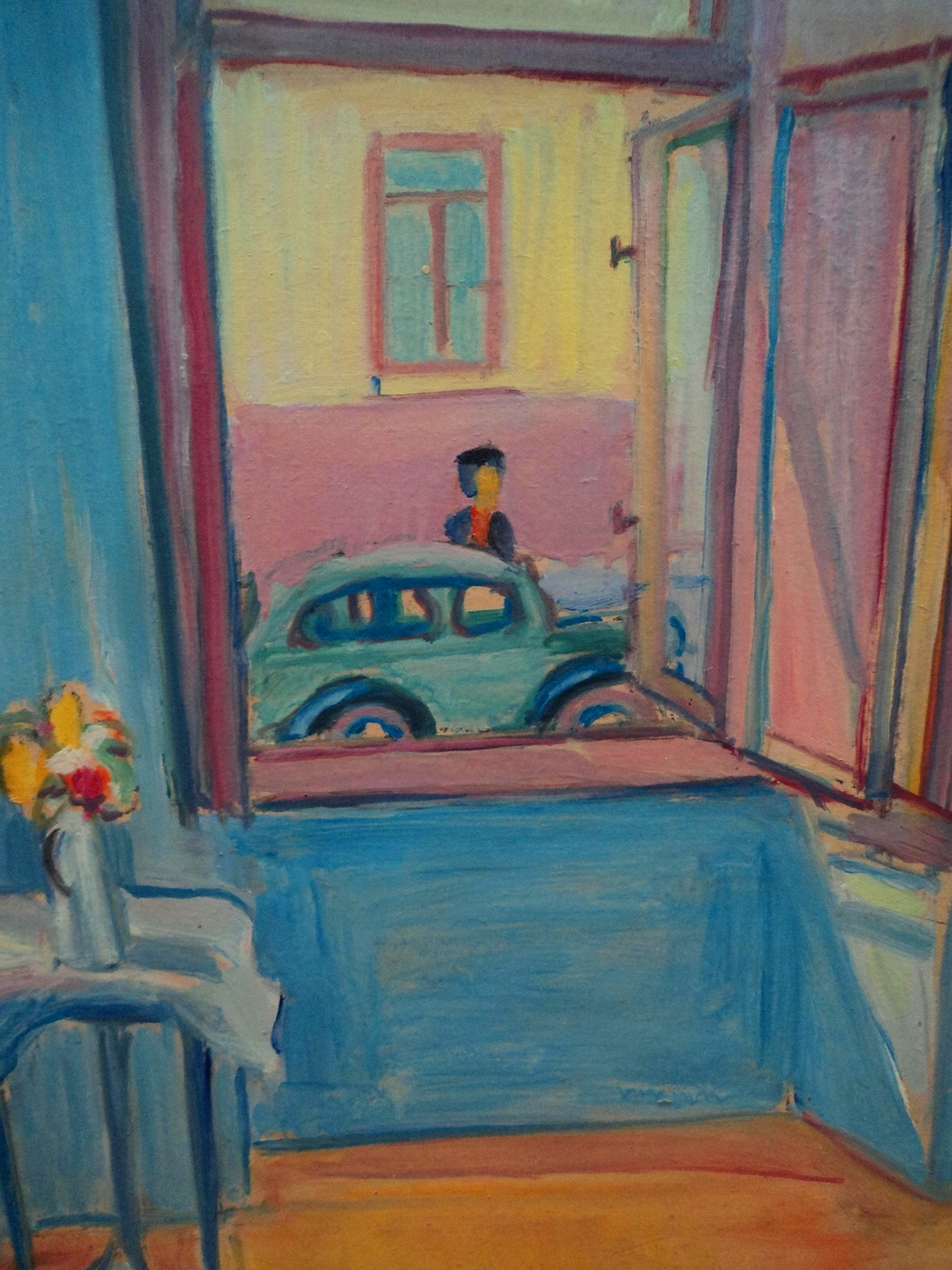
Interieur
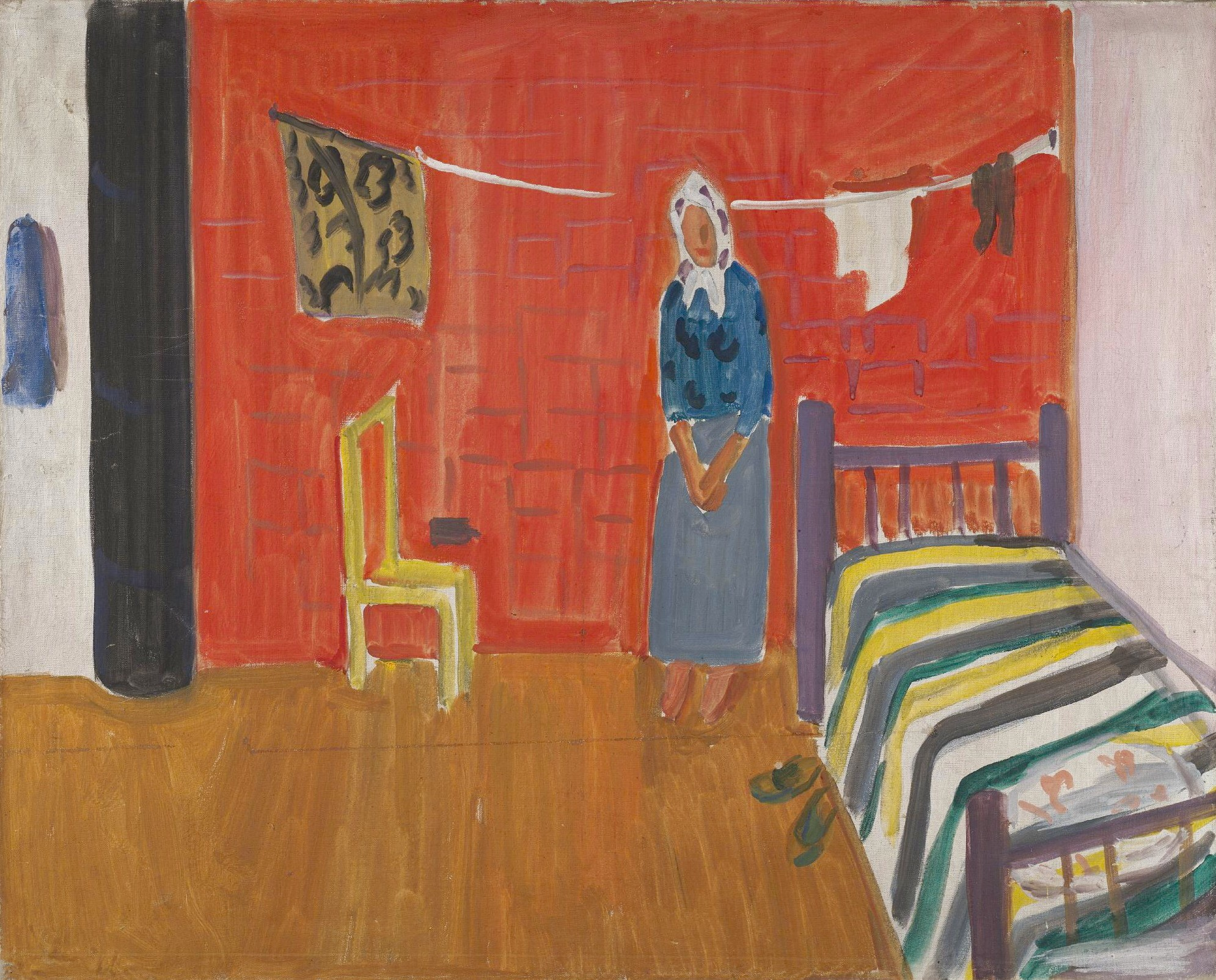
Kamer in een boerenhuis
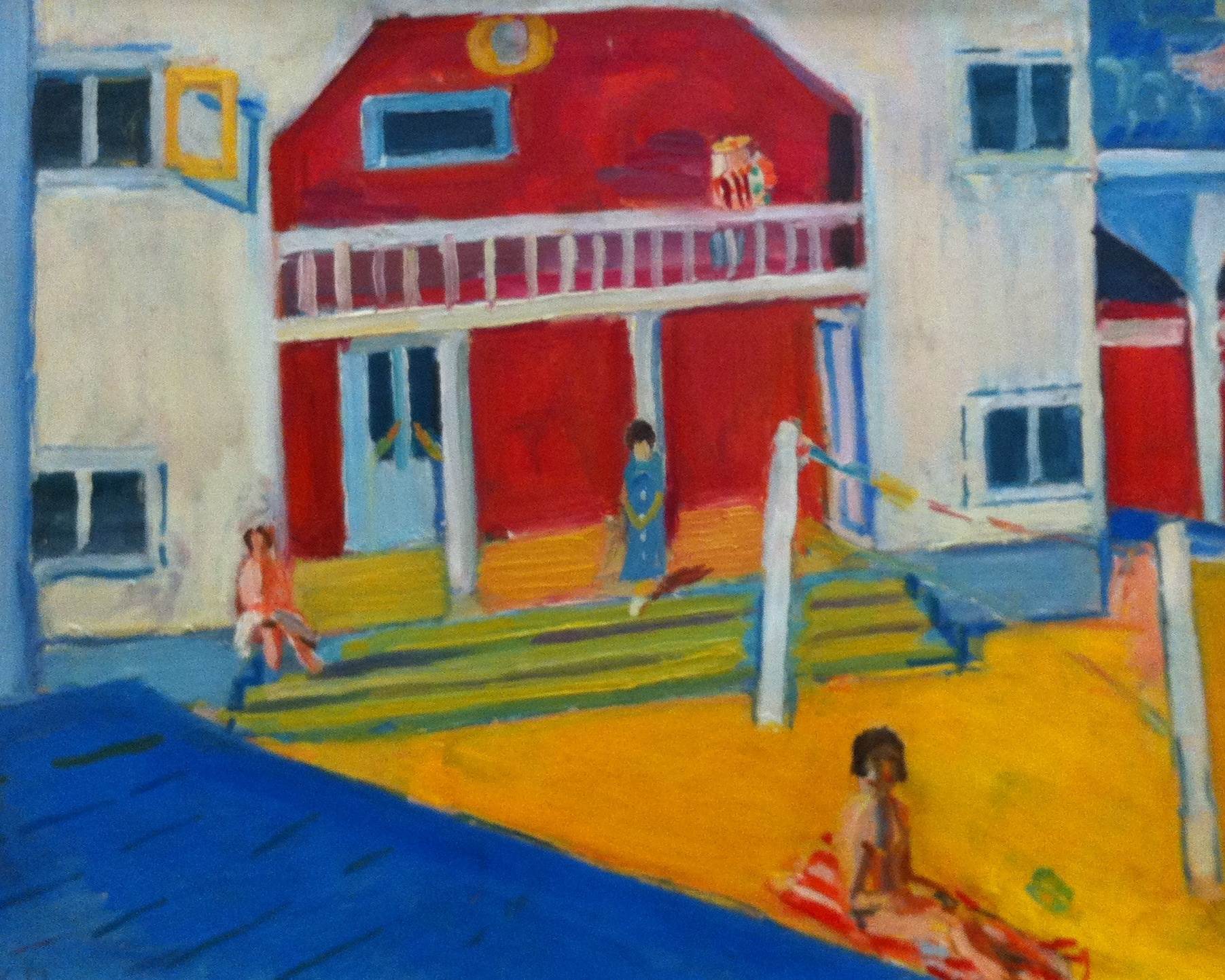
In het park
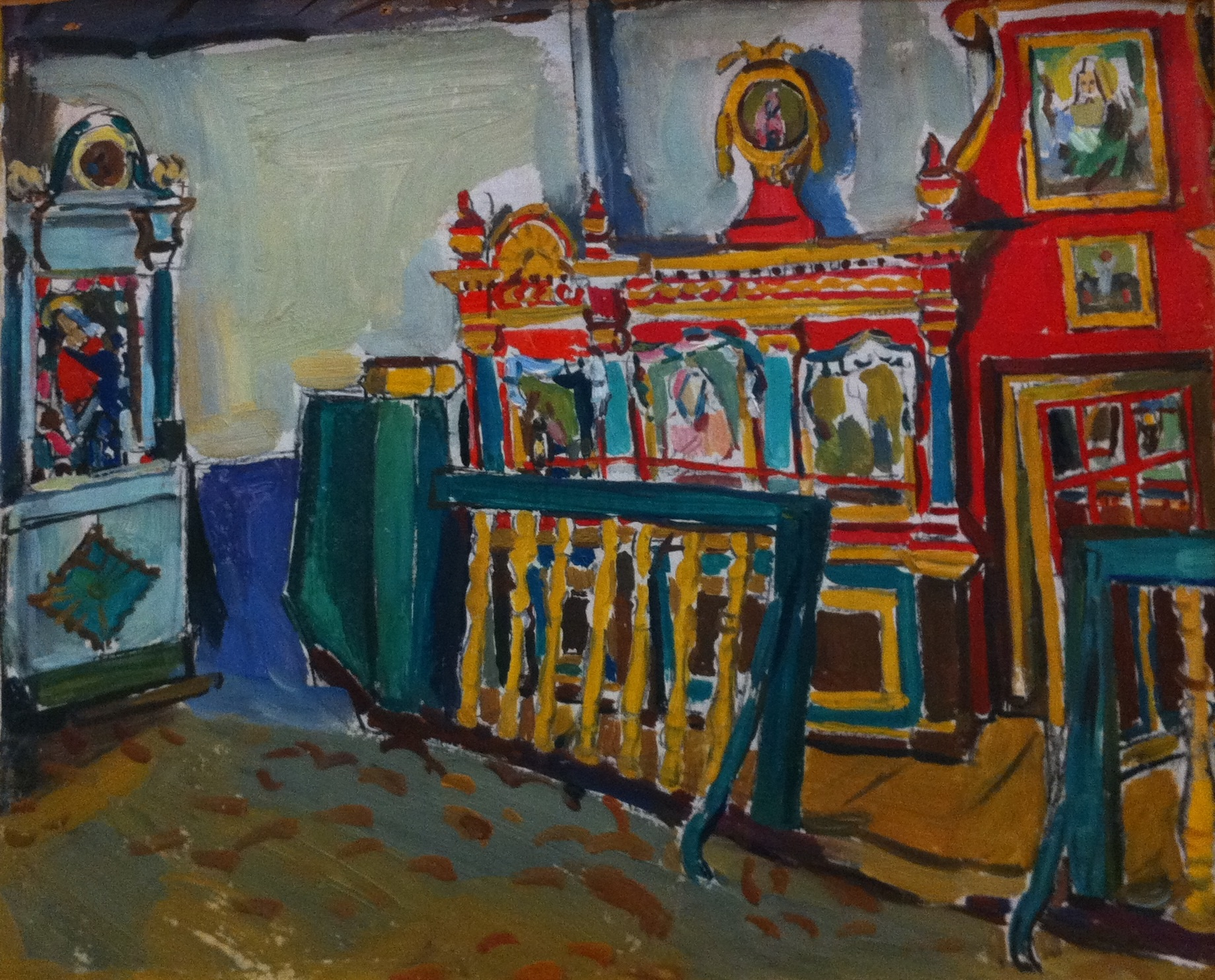
Interieur
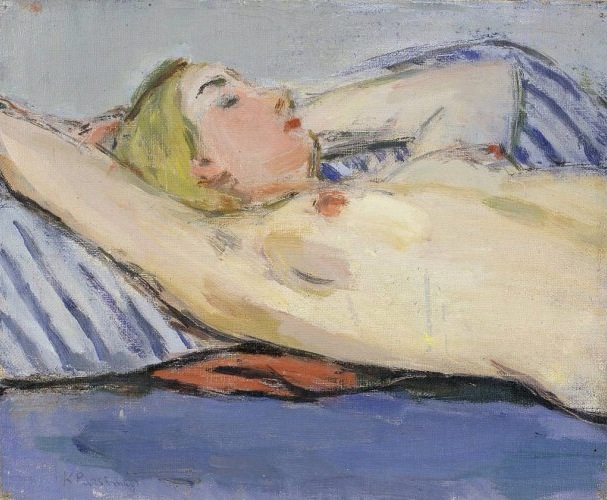
Naakt